# Tony Cicco
Antonio Cicco, detto Tony (Napoli, 28 novembre 1949), è un batterista, tastierista e cantante italiano.

## Biografia
Diplomato al conservatorio di Napoli, inizia la sua carriera negli anni sessanta suonando come batterista nei locali in vari complessi; nel 1968 entra ne Le Cose dell'Altro Mondo, il gruppo fondato da Checco Marsella dopo il primo scioglimento dei Giganti.
Nel 1969 fonda la Formula 3 insieme ad Alberto Radius alla chitarra e a Gabriele Lorenzi alle tastiere. 
A questo periodo risale anche l'incontro con Lucio Battisti, anche lui agli inizi, con il quale iniziano a collaborare alla registrazione di Questo folle sentimento ed accompagnano Battisti negli unici 20 concerti fatti in Italia.
Dopo lo scioglimento della Formula 3 dal '73 al '90, con il nome Cico iniziò una nuova carriera come solista pubblicando nel 1974 il suo primo 45 giri Se mi vuoi scritto con Carla Vistarini e subito entrato in classifica. Successivamente pubblica quattro album come solista ai quali partecipano Carla Vistarini come autrice dei testi e Paolo Ormi o Gianni Mazza agli arrangiamenti.
Nel 1977 come batteria e tastiere forma il gruppo dei Fantasy insieme a Danilo Vaona (piano), Luigi Lopez (chitarra), Carla Vistarini (voce e testi) che nel 1978 per la EMI Italiana pubblica l'album Uno (EMI 3C064 18306). A questo album collaborano anche altri artisti come Riccardo Fogli, Viola Valentino, Giancarlo Lucariello.
Sul finire degli anni settanta collabora con Pino Daniele come percussionista e tastierista nel suo secondo album, Pino Daniele, del 1979 e con Fabio Frizzi per la realizzazione della colonna sonora del cult movie Zombi 2 diretto da Lucio Fulci (Cicco suonerà la marimba e le percussioni); nel 1984 fonda un altro gruppo, i Forza 3, con il quale incide un Q-disc; poi, con il suo vero nome di "Antonio Cicco" collabora negli anni ottanta con Mario Castelnuovo, che appare anche come autore di brani dopo la ricostituzione nel 1990 della Formula 3 con Alberto Radius. Nel 2021 esce per la label Videoradio di Aleo Giuseppe il cd 50 in musica (Live) e il videoclip (questo folle sentimento) con Videoradio Channel.
Nel 2015, Cicco partecipa al brano Amore Azzurro, composto dal cantautore Gianfranco Caliendo (ex frontman, voce solista, chitarrista e autore de Il Giardino dei Semplici), cantando assieme ad altri artisti quali: lo stesso Caliendo, i fratelli Artesi, Gianni Donzelli, Patrizio Oliva, Antonello Rondi, Monica Sarnelli. Il brano diventa una sigla radiofonica ed un videoclip di successo.
L'8 febbraio 2022 è stato annunciato, in collaborazione con Alberto Fortis ed i Deshedus, come uno dei 9 "Big" partecipanti a Una voce per San Marino 2022, festival musicale avente l'obiettivo di selezionare il rappresentante sanmarinese all'Eurovision Song Contest 2022 a Torino.

## Discografia
Album in studio
- 1974 - Notte (CBS, 69085)
- 1975 - E mia madre (CBS, 69205)
- 1976 - La gente dice (CBS, 81472)
- 1978 - Macchine - Macchinette (EMI Italiana, 3C 064-18344)
- 1987 - E mò parlamm 'e musica (RCA Italiana, PL 71496)
- 1989 - Pa'  (RCA Italiana, PL 75038)
- 1997 - Voce e batteria
- 2004 - Ogni volta che vedo il mare (NAR International NAR 12404-2)
- 2021 - 50 in musica (live)

Singoli
- 1974 - Se mi vuoi/Insonnia'
- 1975 - Notte/Distrazione mentale
- 1975 - E mia madre/Una mattina alle 6''
- 1976 - La gente dice/Ora di tornare
- 1976 - Carta geografica/Se lei fosse
- 1978 - Nun è peccato/Farti male
- 1979 - Ironia/Un'amicizia vera
- 1980 - Forte forte piano piano/Canto
- 1981 - La libertà/Non è la gelosia
- 1982 - Settimo cielo/Velocità
- 1985 - Lo specchio/Erotica sapienza (con i Forza 3)
- 1986 -  'O guaglione/'O guaglione
- 1987 - Straniera (12")
- 1997 - Studiavo Chopin (cd single con 3 brani)
- 2015 - La mia aurora
- 2024 - Esterrefatto (nowar)

EP
- 1984 - Forza 3 (con i Forza 3)